# Josef Lindqvist
Josef Mauritz Laurentius Lindqvist, född 30 mars 1886 i Uppsala, död där 3 september 1953, var en svensk kommunalpolitiker och affärsman.
Josef Lindqvist var son till åkeri- och fastighetsägaren Lars Fredrik Lindqvist. Efter skolutbildning var Josef Lindqvist handelsbiträde och elev hos specerihandlaren Herman Nilsson som hade butik i en av Josefs far ägd fastighet på Svartbäcksgatan 55 i Uppsala. 1904-1908 arbetade han som biträde i J F Carlssons speceriaffär och genomgick då en terminskurs vid Bröderna Påhlmans Handelsinstitut. 1909 köpte han Herman Nilssons speceriaffär i Uppsala och döpte om den till firma Josef L Lindquist speceri- och viktualieaffär. Affären såldes dock igen i slutet av första världskriget. Lindqvist var 1915-1919 delägare och styrelseledamot i Upsala kolonialvaruaktiebolag vars affärsverksamhet under denna tid kraftigt expanderade. 1919 övertog han J E Löfgrens handelsaffär på Sysslomansgatan 20 i Luthagen, som han sedan drev fram till sin död, från 1921 som aktiebolag. 
Josef Lindqvist var 1920-1930 sekreterare, 1930-1932 vice ordförande och 1932-1935 ordförande i Uppsala specerihandlarförening, ledamot av Upplands köpmannaförbunds arbetsutskott 1920-1942 och 1928-1933 sekreterare, 1933-1935 vice ordförande och 1935-1942 ordförande i dess styrelse. Han var även 1931-1949 ledamot av styrelsen för Sveriges speceri- och lanthandlareförbund varav 1939-1948 som ordförande, från 1939 ordförande för Köpmannainstitutet, ledamot av styrelsen för AB Hakon Swenson och från 1948 dess ordförande, ledamot av styrelsen för Inköpscentralernas Aktiebolag från 1940 och ordförande där från 1947, samt ledamot av styrelsen för Svenska handelsbanken i Uppsala från 1950.
Lindqvist var under lång tid även vice ordförande för KFUM i Uppsala, kassaförvaltare i styrelsen för Svenska diakonsällskapets alkoholistanstalt Björknäs i Järlåsa socken, samt en av initiativtagarna till och VD för sällskapet Hjälp genom arbete som på 1920- och 1930-talen drev en vedgård i Uppsala där matkuponger delades ut till arbetslösa mot vedhuggningsarbete.
Josef Lindqvist var även politiskt aktiv för folkpartiet, var under tio år ledamot av Uppsala kyrkofullmäktig, suppleant i Uppsala läns landsting åt Axel Johansson 1935-1942, och stadsfullmäktigeledamot i Uppsala under omkring tio år. I kommunalpolitiken engagerade han sig främst i närings- och planeringsfrågor.